# Quake II
Quake II — відеогра жанру шутера від першої особи, розроблена компанією Id Software та видана Activision в грудні 1997 року. Саундтрек гри створений музичним гуртом Sonic Mayhem.
Гра не є продовженням Quake, але використовує ті ж основи ігрового процесу. Сюжет демонструє пригоди піхотинця, котрий при атаці на планету ворожих чужопланетян виявляється єдиним, хто може переломити війну з ними на користь людей. Прямим продовженням Quake II стала гра Quake 4.

## Ігровий процес

Десантник у бою з ворогом

### Основи
Quake II розвиває ідеї попередньої гри, пропонуючи гравцеві так само взяти на себе роль десантника, котрий бореться з численними ворогами шляхом стрілянини, проходячи ігрові рівні. Він може нести з собою кілька видів зброї та набоїв до неї, різне оснащення. Лікування відбувається аптечками, що разом з іншими корисними предметами знаходяться на рівнях чи випадають з убитих ворогів. Гра має вдосконалену тривимірну графіку, ширший набір зброї та бонусів, більше можливостей для багатокористувацького режиму.
На відміну від Quake, в цій грі рівні різноманітніші, часто складаються з кількох секцій, які гравець повинен не просто почергово проходити, а повертатися в попередні для активації раніше недоступних дверей, механізмів. Трупи переможених ворогів лишаються на місці, до них з часом злітаються мухи, у вже зачищених приміщеннях виникають нові вороги. Гравець бачить світ очима свого персонажа більш реалістично — приціл трясеться, боєць перекладає зброю в руках, ніби хоче взяти її позручніше. Вороги мусять перезаряджати зброю, можуть несподівано атакувати перед смертю. Спецефекти набули реалістичності, наприклад, вибухи мають грибоподібну форму, а постріли над водою лишають на ній брижі.

### Зброя
- Бластер (англ. Blaster) — початкова зброя, що має малу забійність і низьку скорострільність, зате не вимагає боєприпасів.
- Дробовик (англ. Shotgun) — дробовик з дисковим магазином. Має низьку скорострільність і ефективний на близьких дистанціях. Вимагає дробу.
- Супердробовик (англ. Super shotgun) — двоствольний дробовик, що вистрілює одночасно подвійний заряд дробу, завдаючи значних ушкоджень. Вимагає дробу.
- Кулемет (англ. Machine gun) — вирізняється скорострільністю і далекобійністю, але має низьку точність і сильну віддачу. Вимагає кулеметних куль.
- Скорострільний кулемет (англ. Chain gun) — кулемет з шістьма стволами, який має вищу скорострільність, але відповідно швидше витрачає боєзапас і мусить зупинятися перед зміною на іншу зброю. Вимагає кулеметних куль.
- Ручна граната (англ. Hand grenade) — граната з таймером, дальність кидка якої залежить від часу утримання в руці. Кидок безшумний і не привертає уваги ворогів, проте якщо боєць зволікатиме, граната вибухне в його ж руках.
- Гранатомет (англ. Grenade launcher) — викидає гранати, що летять по параболі. Вони подібні на ручні, але вистрілюються швидше і точніше, ніж кидаються руками. Заряди самі вибухають за кілька секунд, якщо падають на землю. Вимагає ручних гранат.
- Ракетомет (англ. Rocket launcher) — переносна ракетна установка, що завдає значних ушкоджень і орієнтована на враження дальніх цілей. Має низьку скорострільність, але ракети завдають ушкоджень по площі. Вимагає, на відміну від Quake, окремих ракет.
- Рейкова гармата (англ. Rail gun) — вистрілює розігнаним зарядом, що завдає великих ушкоджень на далеких відстанях з високою точністю, але має низьку скорострільність. Вимагає спеціальних болванок.
- Гіпербластер (англ. Hyper blaster) — стріляє потужними променями, проте мусить охолоджуватися після черги атак. Як і скорострільний кулемет, довго зупиняється. Вимагає батарей. Ті самі батареї використовує і захисний енергетичний костюм.
- BFG — найпотужніша зброя в грі, вистрілює повільний зелений згусток, який вражає променями всі ворожі цілі навколо. При зіткненні з чимось згусток вибухає. Мусить порівняно довго перезаряджатися і витрачає багато батарей.

### Оснащення
На рівнях гравець може відшукати корисні бонуси, пристрої та костюми. Бонуси включають четверні ушкодження (збільшує силу зброї в чотири рази), невидимість (приховує від ворогів) і нечутність (глушить звуки пострілів всієї зброї). Крім них на рівнях місцями лежать водолазна маска та захисний костюм, що вберігають від агресивного середовища і атак. Ампули з адреналіном і аптечки підвищують рівень здоров'я, а патронтаж і рюкзак збільшує максимальний боєзапас.

### Багатокористувацька гра
Quake II підтримує багатокористувацьку гру по мережі в двох режимах: «Бій на смерть» (Deathmatch) і «Кооперативний» (Co-op). Окремо гравцеві пропонується визначити ім'я, вигляд свого персонажа, та в якій руці він триматиме зброю. На вибір дається кілька моделей чоловіків, жінок і кіборгів, і кілька варіантів оформлення для кожного. Для кожного матчу обираються карта, ліміт часу та фрагів, умови появи та дії зброї й бонусів, врахування висоти при падіннях. На відміну від попередньої гри, для багатокористувацької гри передбачені спеціально зроблені карти, а не взяті з сюжетного режиму.
- «Бій на смерть» — кожен грає сам за себе, намагаючись вбити якомога більше противників. За кожне вбивство нараховується фраг, при самогубстві (падіння в лаву, з висоти або підрив на власній гранаті) фраг віднімається. Коли боєць гине, він респавниться за командою чи автоматично. Метою є досягти заздалегідь встановленої кількості фрагів до вичерпання часу.
- «Кооперативний» — до чотирьох бійців разом борються з ворогами, мета та сама, що і в «Бою насмерть»[3].

## Сюжет
Гра витримана в науково-фантастичному стилі. Гравець виступає в ролі солдата, який бере участь в операції «Владика» (англ. Overlord). У відчайдушній спробі захистити Землю від інопланетного вторгнення, земляни починають контратаку на рідну планету ворожої кібернетичної цивілізації строґґів (англ. Strogg) — Строґос. Головною метою операції є закриття порталу, через який строґґи переправляють свої війська на Землю.
База (Base). Під час висадки земляни зазнають обстрілу з потужної гармати на поверхні Строґоса. Більшість десантних капсул знищуються, солдати гинуть чи потрапляють в полон. Внаслідок обстрілу капсула головного героя стикається з іншою капсулою та падає осторонь від наміченої зони висадки, на невеликій та віддаленій базі строґґів. Борючись з охоронцями, він пробирається до гармати та найближчого вузла зв'язку. Встановивши контакт з командним кораблем, він отримує подальші вказівки.
Бункер (Bunker). Десантник вирушає на склади, звідки строґґи надсилають підкріплення в зону головних бойових дій. Герой пробирається до вантажного потяга та виводить його з ладу, забравши силові куби, що живлять його. Цими кубами він вмикає конвеєр, на якому потай вирушає до в'язниці.
В'язниця (Jail). В суворо охоронюваній в'язниці з пастками десантник пробивається до ядра системи охорони. Для цього він шукає пропуск і проходить крізь зруйновані землетрусом катакомби. Пропуск виявляється у вбитого полоненого, добувши його, десантник виводить з ладу комп'ютер в'язниці.
Шахти (Mines). Боєць спускається до шахт, місцями затоплених водою і лавою. Спустившись на нижні рівні шахт, він знаходить прохід на фабрику, яка продукує нових строґґів з полонених людей.
Фабрика (Factory). Він доходить до фабрики, наповненої трупами жертв строґґів. Герой припиняє збірку нових загарбників.
Енергостанція (Power Plant). Десантник доходить все ближче до гармати і натрапляє на велику енергостанцію. Однак, її реактор не може бути знищений безпосередньо, для цього його доводиться перегріти. Це вдається здійснити, затопивши його токсичними відходами.
Велика гармата (Big Gun). Поборовши охорону гармати, десантник вимикає оборону, чим відкриває шлях до масштабного штурму з боку людських сил.
Ангар (Hangar). Десантник отримує завдання здійснити диверсію в ангарі літаків. Для цього він закриває браму ангара і знищує генератор чорних дір, який переправляє війська через галактику. Також йому доводиться пройти через лабораторії, в яких строґґи ставили експерименти над людьми.
Палац (Palace). Боєць отримує наказ вимкнути систему зв'язку їхнього лідера — Макрона (англ. Makron). Для цього він подорожує його палацом, вимикаючи системи контролю військ.
Останній поєдинок (Final Showdown). Десантник застає Макрона в його палаці і сходиться з ним в останньому бою. Очільник строґґів перелітає на базу в космосі, де виходить проти десантника в бойовому екзоскелеті. У фінальному ролику показано, як рятувальна капсула з десантником на борту залишає вибухати платформу і «жорстко» сідає на планету. Десантник виживає при посадці і вибирається з шлюпки. Подальша доля героя невідома.
18 жовтня 2005 рік вийшла четверта частина гри. Саме вона, а не Quake III Arena є продовженням Quake II. У вступному ролику лейтенант, інструктуючи солдатів перед висадкою на Строґос, згадує головного героя гри, кажучи, що той вивів з ладу орбітальну зброю (і дав землянам змогу провести другу висадку на планету).

## Технічні відомості
На відміну від Quake, де графічні контролери з апаратним прискоренням підтримувалися тільки патчами, Quake II вийшов відразу з підтримкою OpenGL.
Остання версія гри — 3.20. Це оновлення вирішує численні помилки і містить нові карти для багатокористувацького режиму deathmatch. Версія 3.21, доступна на FTP-сервері id Software, не містить ніяких функціональних поліпшень у порівнянні з версією 3.20. Це лише злегка змінена версія для полегшення адаптації гри під Linux.
Quake II використовує покращену модель клієнт-сервер, розроблену для Quake.
Програмний код серверної частини, яка визначає всі функціональні можливості для зброї, об'єктів і ігрової механіки, спочатку міг бути вільно модифікований, оскільки id Software видала початковий код бібліотеки гри практично одночасно з офіційним виходом Quake II. Quake II використовує функціональні можливості бібліотеки колективного доступу операційної системи, що дозволяє серверу динамічно завантажувати довільні бібліотеки гри. Саме тому автори модів мали можливість вносити зміни в гру, що стосуються ігрової механіки, нових видів зброї і багато чого іншого. Проте початковий код клієнтської частини і серверного ядра був закритий, що не дозволяло додавати нові графічні ефекти, змінювати мережевий протокол тощо. Це створювало додаткові труднощі розробникам модів. Наприклад, жоден з існуючих нині модів для оригінального Quake II не має повноцінного режиму перегляду матчу з очей іншого гравця. Ця проблема була вирішена в Quake III шляхом введення додаткової клієнтської бібліотеки ігор, початковий код якої був відкритий поряд з серверною бібліотекою.

## Публікація вихідного коду
Дотримуючись своєї давньої традиції, id Software випустила початковий код Quake II на правах вільної загальнодоступної ліцензії (GNU GPL) 21 грудня 2001 рік. Наслідком цього стало портування Quake II на багато платформ. 22 грудня 2002 компанія Hyperion Entertainment почала поширювати Quake II для комп'ютерів Amiga. Також з'явилися повноцінні версії гри для Sony Playstation та Nintendo 64.
Після публікації початкового коду почався вал поліпшень грального рушія. В результаті з'явилися розроблені сторонніми розробниками-аматорами такі відомі модифікації, як Quake2 maX та Quake II Evolved. Ці механізми підтримували вищу роздільність екрану, мали кращу якість освітлення, підтримували шейдери і декалі, покращуючи зовнішній вигляд гри. В наш час[коли?] доступний для завантаження проект Quake2XP, що активно розвивається і значно покращує графіку гри (реалізовані вертексне освітлення моделей, підтримка карт нормалей, об'ємні динамічні тіні тощо). Паралельно до нього існує модифікація Berserker @ Quake2, яка не поступається Quake2XP за якістю і навіть перевершує його за рахунок підтримки таких ефектів і можливостей, як додавання підствольного ліхтарика до бластера, аналогічно Quake 4, огляд через дихальну маску для підводного плавання, рендеринг монстрів у стилі фантастичного бойовика Хижак та інше. Обидва проекти створені російськими ентузіастами.
Опублікування початкового коду сприяло виявленню великої кількості вразливостей і помилок в клієнт-серверному протоколі. Деякі з цих помилок допускають DoS-атаки на сервери Quake II і виконання довільного коду на віддаленій системі. Оскільки id Software більше не займається підтримкою Quake II, закріплених Quake II серверів рекомендується використовувати модифікації R1Q2 або Q2PRO, що мають зворотну сумісність зі стандартними клієнтами та серверами. Використання стандартного клієнта Quake II для повсякденної гри в інтернеті також небезпечне. На жаль, багато зі знайдених помилок перекочували в інші відкриті проекти, засновані на рушію Quake II, і виправлені вони далеко не скрізь.

## Додатки
Існують два офіційних додатки:
- The Reckoning — випущене 31 травня 1998, розроблене компанією Xatrix Entertainment. Надає низку нових місій та карт для мультиплеєру. Також в доповненні зустрічаються нові вороги, зброя та посилення. Тут гравець виступає в ролі солдата Джокера, котрому разом зі своїм загоном належить вирушити на базу, розташовану на супутнику Строґоса, аби завадити відправці флоту до Землі[4].
- Ground Zero — випущене 31 жовтня 1998, розроблене компанією Rogue Entertainment. Також надає низку нових місій та карт для мультиплеєру, нових ворогів, зброю та посилення. В сюжеті флот землян опинився в гравітаційній пастці на орбіті Строґоса. Один з десантників вирушає на поверхню планети з метою вимкнути пастку[5].

На рушію Quake II розроблено безліч ігор, серед яких: Heretic II, SiN, Anachronox, Kingpin: Life of Crime, Soldier of Fortune. Крім офіційних релізів, на основі Quake II зроблено незліченну кількість аматорських доповнень і модифікацій.
Компанією NVIDIA в 2019 році було розроблено версію Quake II RTX для демонстрації власної технології трасування променів. У цій версії реалізовано реалістичні тіні, відображення та заломлення світла, що надає грі сучаснішого вигляду та робить її графіку загалом яскравішою. Також додано оновлені моделі, текстури та спрайти. Quake II RTX поширюється безкоштовно з трьома першими рівнями, а для власників оригінальної Quake II (в сервісі Steam) доступні всі рівні.

## Quake II для програмістів
- З 2001 року початковий код Quake II вільно доступний для завантаження, портування і вивчення — id Software випустила його під ліцензією GNU GPL. Графіку, карти і звуки, як і раніше, потрібно купувати, як це було з іграми Wolfenstein 3D, Doom та Quake[8].
- Наприкінці 2005 року рушій Quake II був переписаний на Java, в результаті чого народився новий 3D-рушій на Java — Jake2. За заявою розробників, Java-версія ненабагато поступається за продуктивністю оригінальному коду, написаному на C[9]. У 2010 році Google адаптували Jake2 для HTML5, завдяки чому гра може запускатися у веббраузерах Safari та Chrome[10].